# Wilhelm Engelke
Johan Gustaf Wilhelm Engelke, ofta stavat Vilhelm Engelke, född 27 april 1833 i Uddevalla, död 12 april 1899 i Stockholm, var en svensk militär och tecknare. Han var gift med Jenny Engelke.
Engelke växte upp i Söderhamn, där hans far var tullförvaltare. Han blev furir 1850 och passerade graderna vid Andra livgardet. Han avlade studentexamen 1852, blev underlöjtnant 1854, regementsadjutant 1855, kapten 1872, chef för Järvsö kompani vid Hälsinge regemente i Mohed 1873 och erhöll avsked 1883. Han tjänstgjorde under åtskilliga år som skeppsmätare i Söderhamn och var en tid även tillförordnad stadsingenjör. Han vikarierade under ett par år som lärare vid läroverket i Söderhamn och då tekniska afton- och söndagsskolan inrättades blev han lärare vid denna.
Engelke bedrev under många år omfattande studier i Söderhamns och Hälsinglands äldre historia. Han skrev från 1860-talet under signaturen "V. E." åtskilliga kulturhistoriska bidrag i Helsingen och Söderhamns Tidning och beskrevs som en ovanligt begåvad stilist. Han utgav även Helsingesägner (1–2, 1879, 1892). 
I Nordiska museets arkiv finns del handteckningar av honom samt 22 brev från honom till Artur Hazelius.

## Galleri

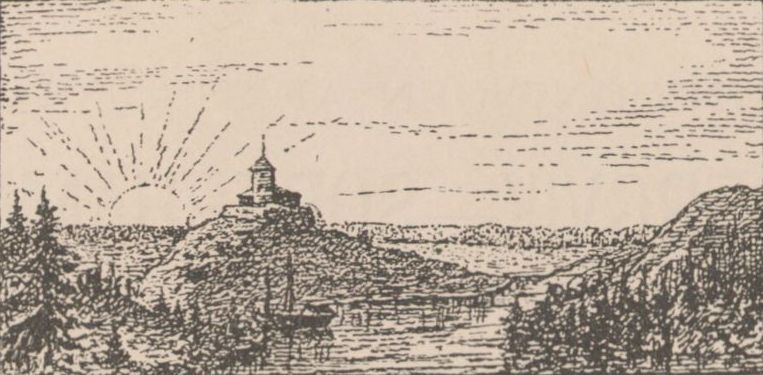
Faxeholm.
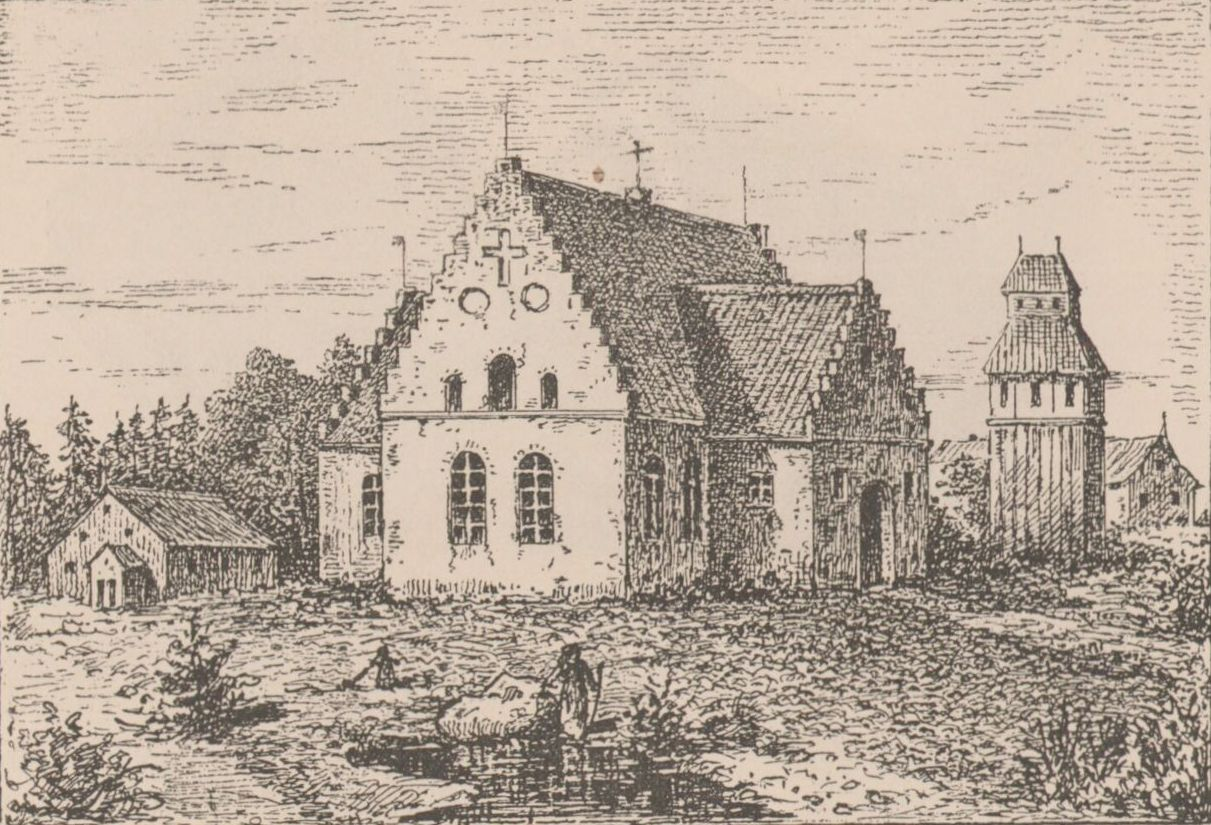
Söderhamns första kyrka.
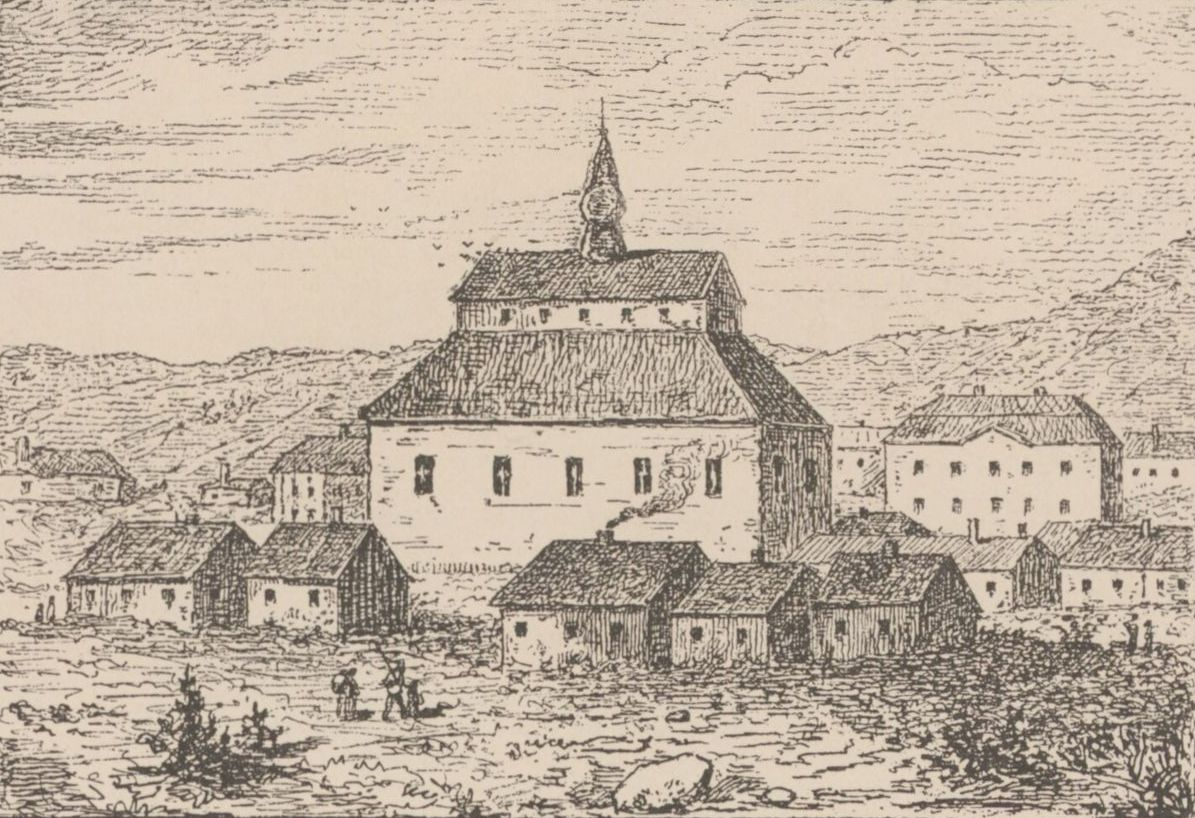
Söderhamns äldsta rådhus.
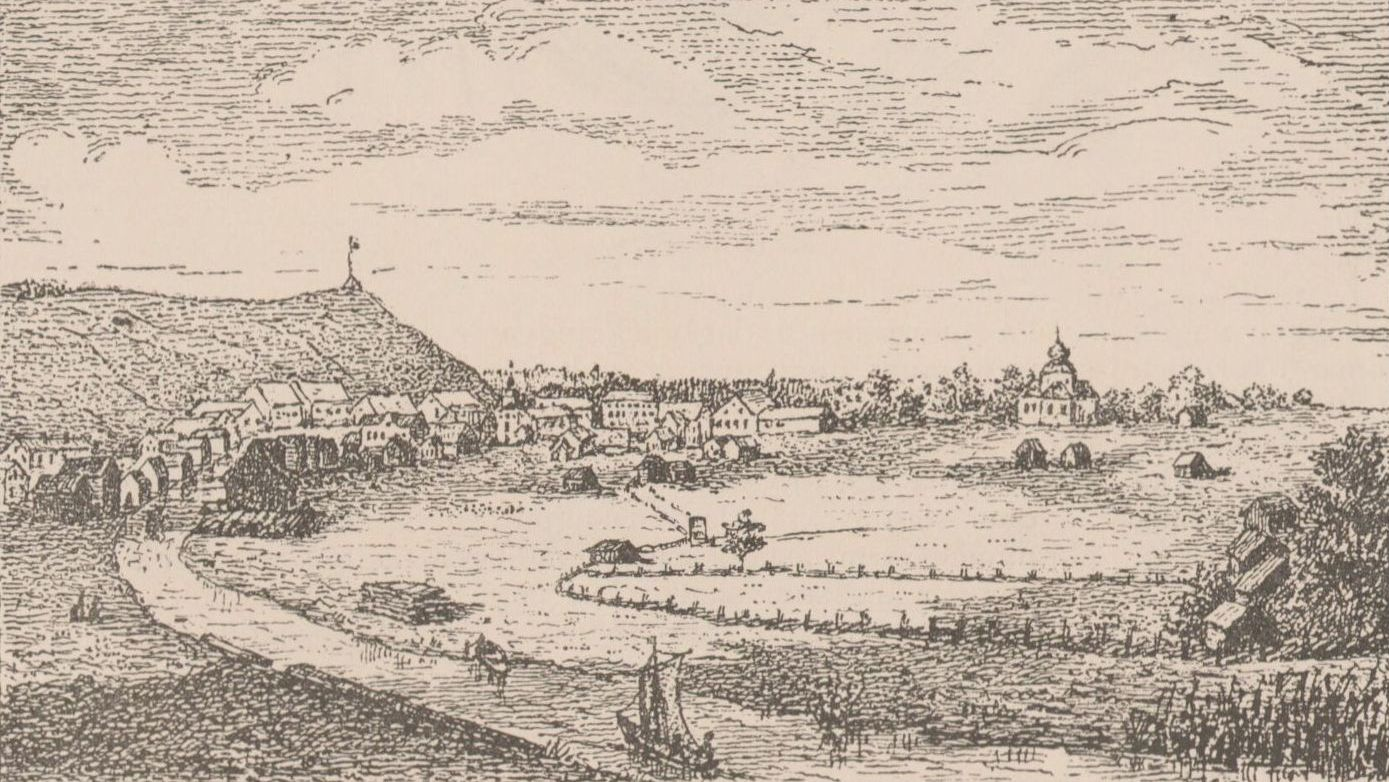
Söderhamn på 1840-talet.
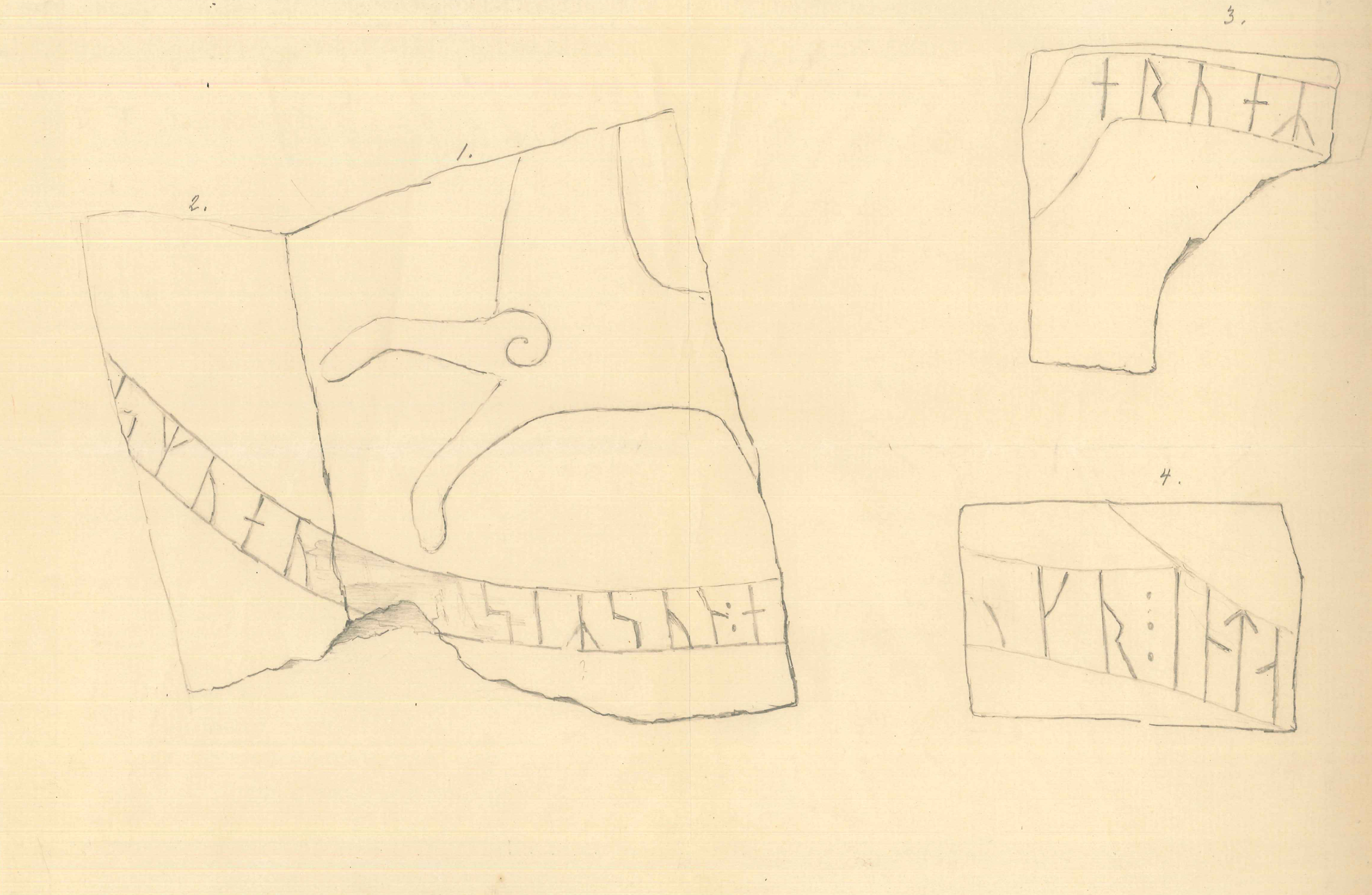
Runinskrift påträffad vid Ljusdals kyrka.